# Podivice
Podivice (německy Podiwitz) jsou obec v okrese Vyškov v Jihomoravském kraji. Leží přibližně třináct kilometrů severovýchodně od okresního města Vyškov. Dříve než byla obec začleněna na sklonku třicátých let 20. století do vojenského výcvikového prostoru Březina, byl podivický katastr jedním z největších na celé jižní Moravě. Dnes je tomu přesně naopak, katastrální území má výměru pouze 227 ha. Žije zde 165 obyvatel.
Obec bývala zcela obklopena vojenským újezdem Březina, od 1. ledna 2016 však k dosavadnímu katastrálnímu území Podivice na Moravě bylo připojeno katastrální území Cihelny u Podivic a na východě tak již sousedí s obcemi Ondratice, Otaslavice a Brodek u Prostějova.

## Název
Název vesnice je odvozen pomocí přípony -ice z osobního jména Podiva. V historických pramenech se jméno vsi objevuje ve tvarech: Podivicih (1131), Podiwicz (1465), u Podiwicz (1546), „z hor podiwskych“ (1618), Podivitz (1659), Podiwitz (1675), Podiwicz (1678), Podiwitz (1718 a 1851), Podiwitz a Podiwiče (1846), Podiwitz a Podivice (1881) a Podivice (1924).

## Historie

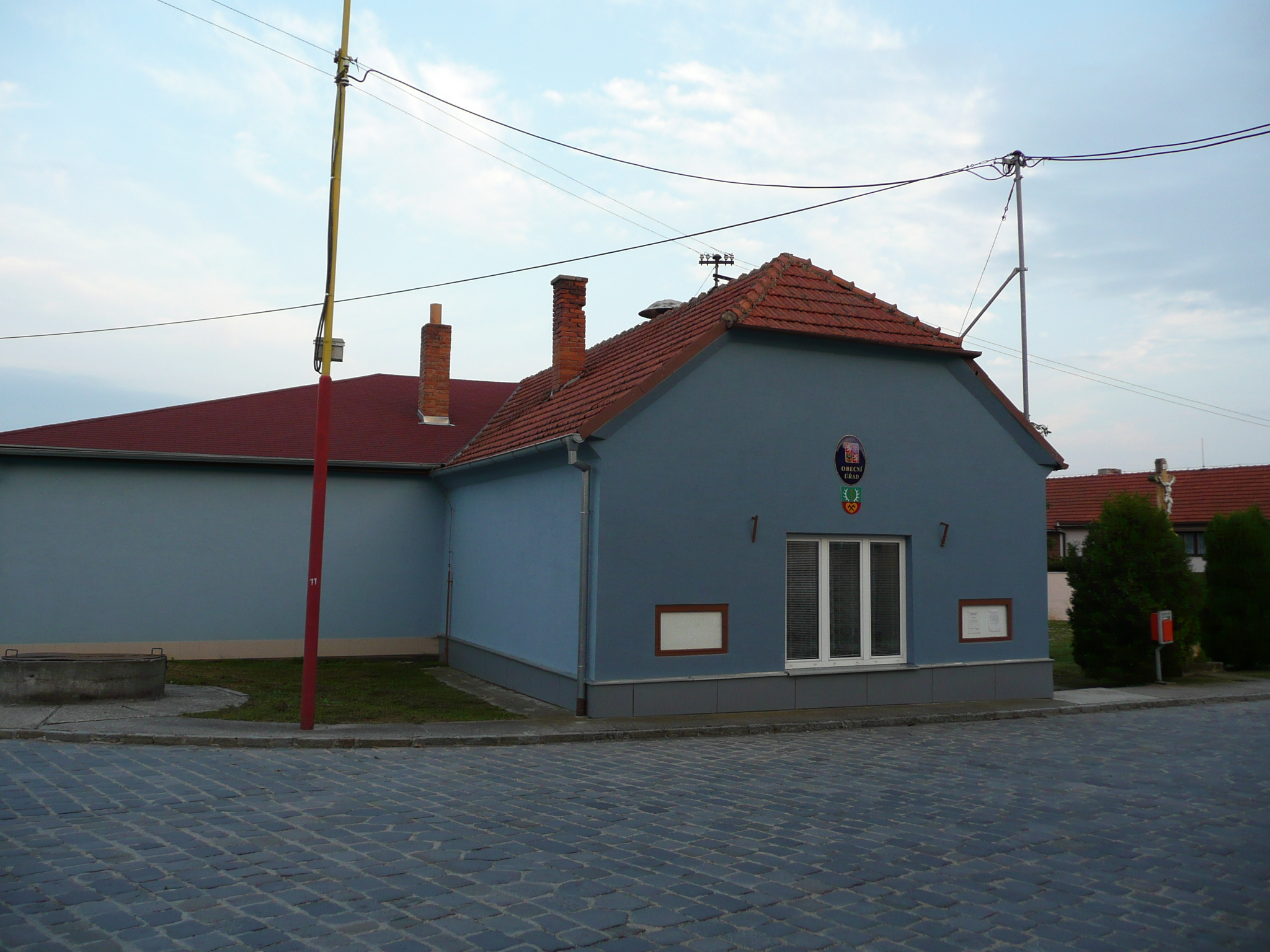
Obecní úřad

První písemná zmínka o vesnici pochází z roku 1141 (Podiuicih), kdy jsou citovány jako majetek olomouckého kostela. V roce 1757 v blízkých lesích nechal biskup Ferdinand Julius Troyer z Troyersteinu postavit lovecký zámeček Ferdinandsruhe neboli Ferdinandsko, který náležel ke katastru obce do roku 1977, kdy byl včleněn do jednoho z katastrů tvořící vojenského újezdu Březina.
Celá obec byla v roce 1941 vystěhována a začleněna do vojenské střelnice TÜP Wischau k opětovnému nastěhování obce došlo v roce 1945. Z části obce byla vytvořena dělostřelecká střelnice německé armády. Pro tyto účely byly v okolí obce vybudovány železobetonové kryty, z nichž nejvýznamnější je strojovna pojmenovaná Hospoda U Zeleného věnce (kryty byly maskovány jako hospodářské budovy).

## Obyvatelstvo

### Struktura
V obci k počátku roku 2016 žilo celkem 201  obyvatel. Z nich bylo 101 mužů a 100 žen. Průměrný věk obyvatel obce dosahoval 42,8 let. Dle Sčítání lidu, domů a bytů provedeném v roce 2011, kdy v obci žilo 192 lidí. Nejvíce z nich bylo (16,7 %) obyvatel ve věku od 0 do 14 let. Děti do 14 let věku tvořily 16,7 % obyvatel a senioři nad 70 let úhrnem 5,2 %. Z celkem 160 občanů obce starších 15 let mělo vzdělání 44,4 % střední vč. vyučení (bez maturity). Počet vysokoškoláků dosahoval 5% a bez vzdělání bylo naopak 0,6 % obyvatel. Z cenzu dále vyplývá, že ve městě žilo 90 ekonomicky aktivních občanů. Celkem 86,7 % z nich se řadilo mezi zaměstnané, z nichž 75,6 % patřilo mezi zaměstnance, 2,2 % k zaměstnavatelům a zbytek pracoval na vlastní účet. Oproti tomu celých 50,5 % občanů nebylo ekonomicky aktivní (to jsou například nepracující důchodci či žáci, studenti nebo učni) a zbytek svou ekonomickou aktivitu uvést nechtěl. Úhrnem 107 obyvatel obce (což je 55,7 %), se hlásilo k české národnosti. Dále 33 obyvatel bylo Moravanů a 5 Slováků. Celých 99 obyvatel obce však svou národnost neuvedlo.
Vývoj počtu obyvatel za celou obec i za jeho jednotlivé části uvádí tabulka níže, ve které se zobrazuje i příslušnost jednotlivých částí k obci či následné odtržení.
| Místní části (rok přičlenění k obci) | Místní části (rok přičlenění k obci) | 1869 | 1880 | 1890 | 1900 | 1910 | 1921 | 1930 | 1950 | 1961 | 1970 | 1980 | 1991 | 2001 | 2011 | 2021 |
| Počet obyvatel                       |                                      |      |      |      |      |      |      |      |      |      |      |      |      |      |      |      |
| ------------------------------------ | ------------------------------------ | ---- | ---- | ---- | ---- | ---- | ---- | ---- | ---- | ---- | ---- | ---- | ---- | ---- | ---- | ---- |
| Počet obyvatel                       | část Podivice                        | 377  | 422  | 423  | 419  | 454  | 427  | 406  | 234  | 275  | 232  | 215  | 199  | 187  | 192  | 169  |
| Počet obyvatel                       | celá obec                            | 377  | 422  | 423  | 419  | 454  | 427  | 406  | 234  | 275  | 232  | 215  | 199  | 187  | 192  | 169  |
| Počet domů                           |                                      |      |      |      |      |      |      |      |      |      |      |      |      |      |      |      |
| část Podivice                        | 71                                   | 72   | 79   | 83   | 92   | 91   | 98   | 100  | 72   | 69   | 61   | 75   | 81   | 83   | 87   |      |
| celá obec                            | 71                                   | 72   | 79   | 83   | 92   | 91   | 98   | 100  | 72   | 69   | 61   | 75   | 81   | 83   | 87   |      |

### Náboženský život
Obec je sídlem římskokatolické farnosti Podivice. Ta je součástí děkanátu Vyškov – Olomoucká arcidiecéze v Moravské provincii. Při censu prováděném v roce 2011 se 53 obyvatel obce (28 %) označilo za věřící. Z tohoto počtu se 33 hlásilo k církvi či náboženské obci, a sice 31 obyvatel k římskokatolické církvi (16 % ze všech obyvatel obce). Úhrnem 40 obyvatel se označilo bez náboženské víry a 99 lidí odmítlo na otázku své náboženské víry odpovědět.

## Obecní správa

### Obecní symboly
Znak a vlajka byly obci uděleny rozhodnutím předsedy Poslanecké sněmovny Parlamentu České republiky dne 11. května 2001.

## Pamětihodnosti
- Objekty cvičiště německého wehrmachtu
- Kostel svatého Cyrila a Metoděje z roku 1911
- Klášter Leopoldeum z roku 1932

## Galerie

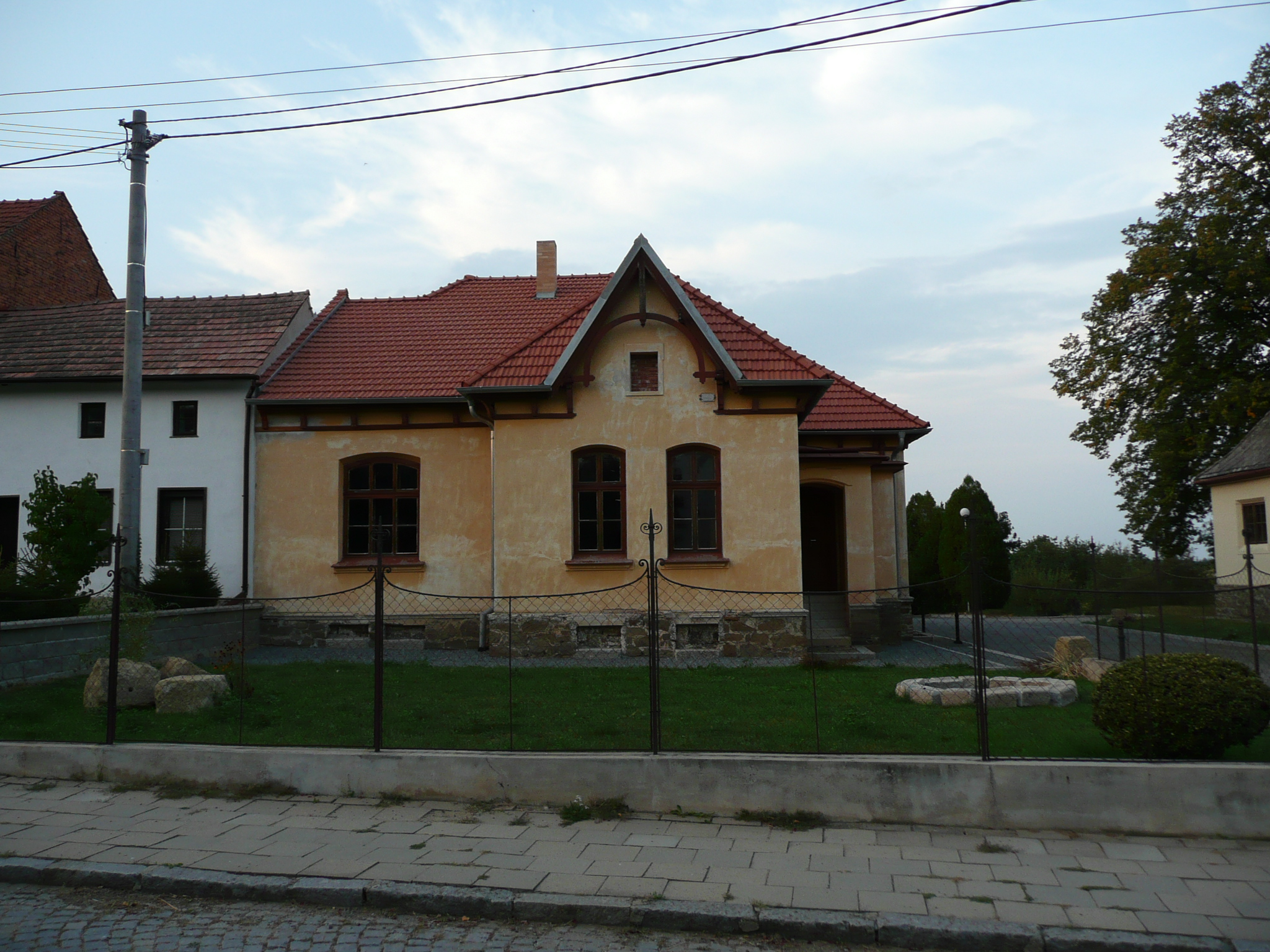
Fara
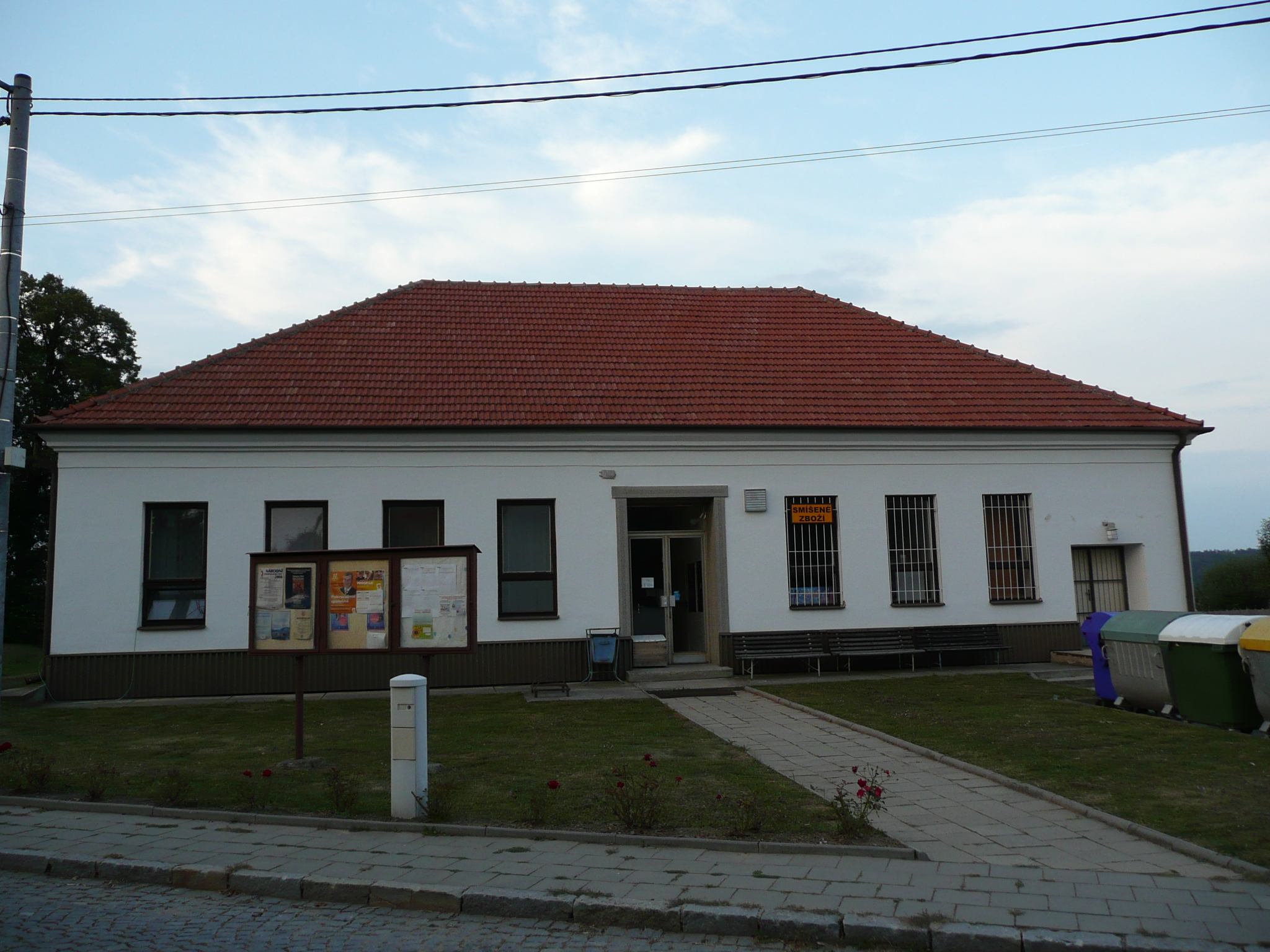
Školní budova
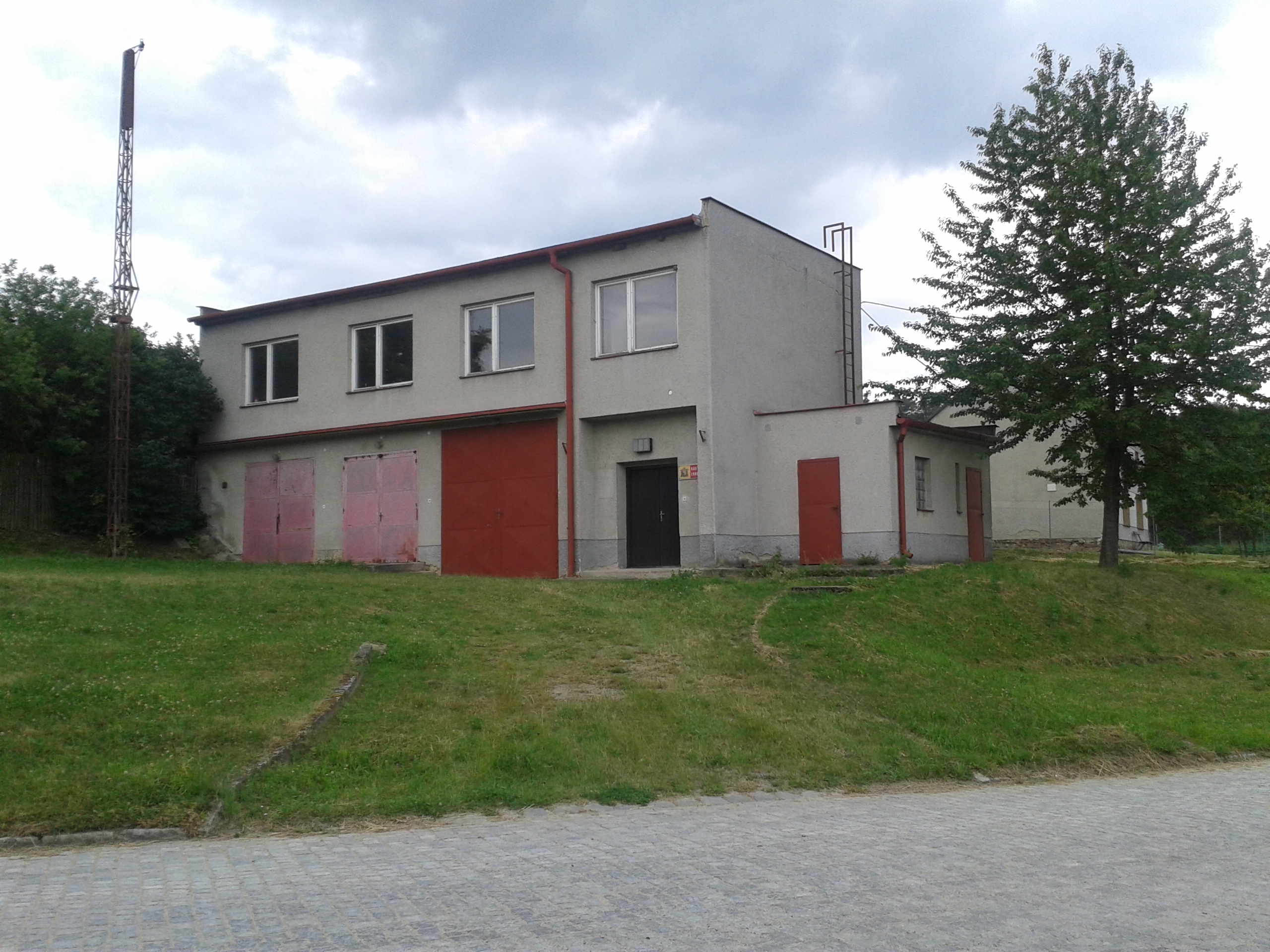
Hasičská zbrojnice
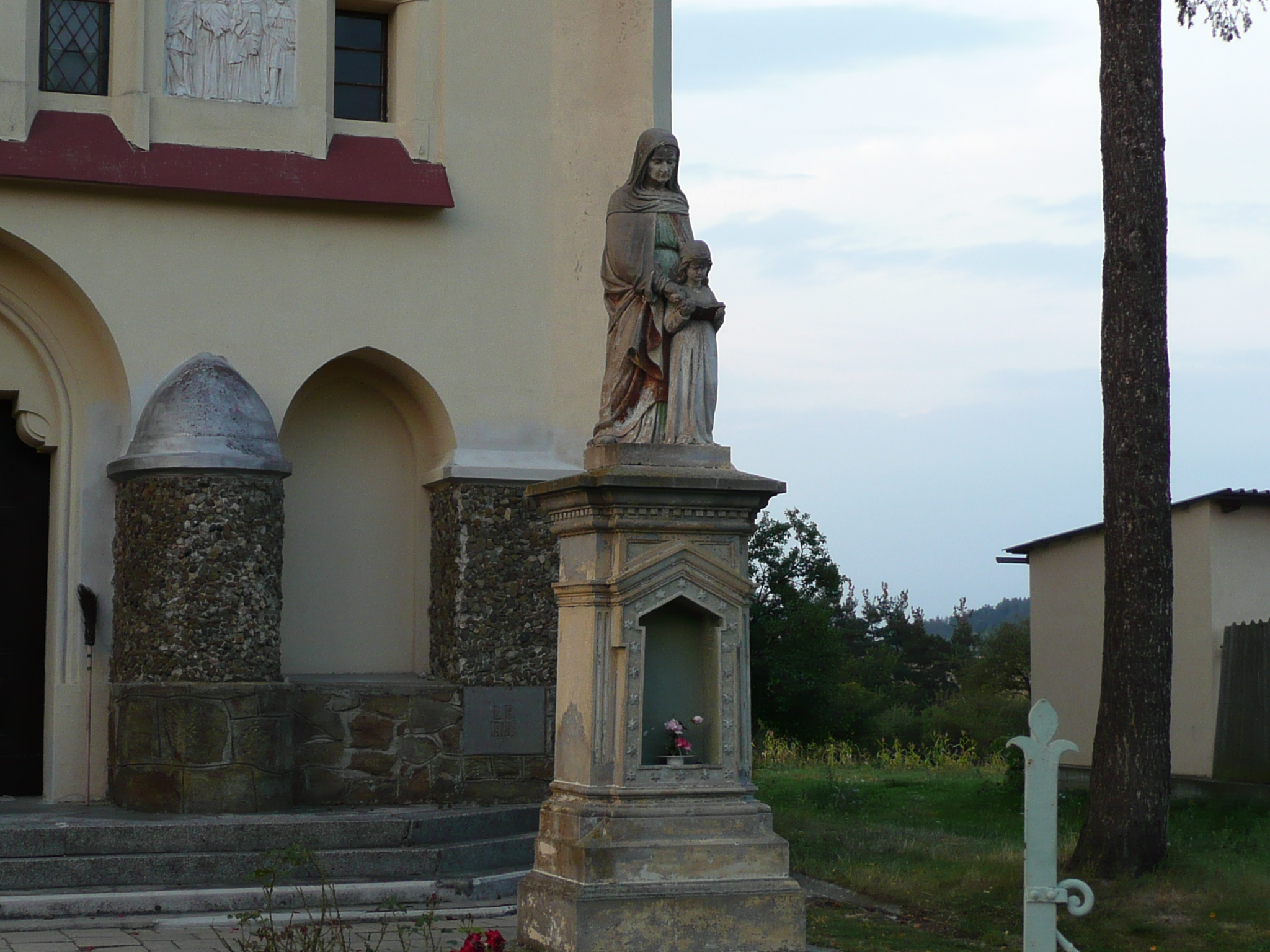
Sousoší před kostelem